# Aleksandr Šešukov
Aleksandr Sergeevič Šešukov (in russo Александр Сергеевич Шешуков?; Omsk, 15 aprile 1983) è un ex calciatore russo, di ruolo centrocampista.

## Caratteristiche tecniche
È un mediano che può essere adattato a difensore centrale.

## Palmarès

### Club

#### Competizioni nazionali
- Coppa di Russia: 1

Lokomotiv Mosca: 2014-2015